# Jacht żaglowy

Turystyczny, kabinowy jacht żaglowy.

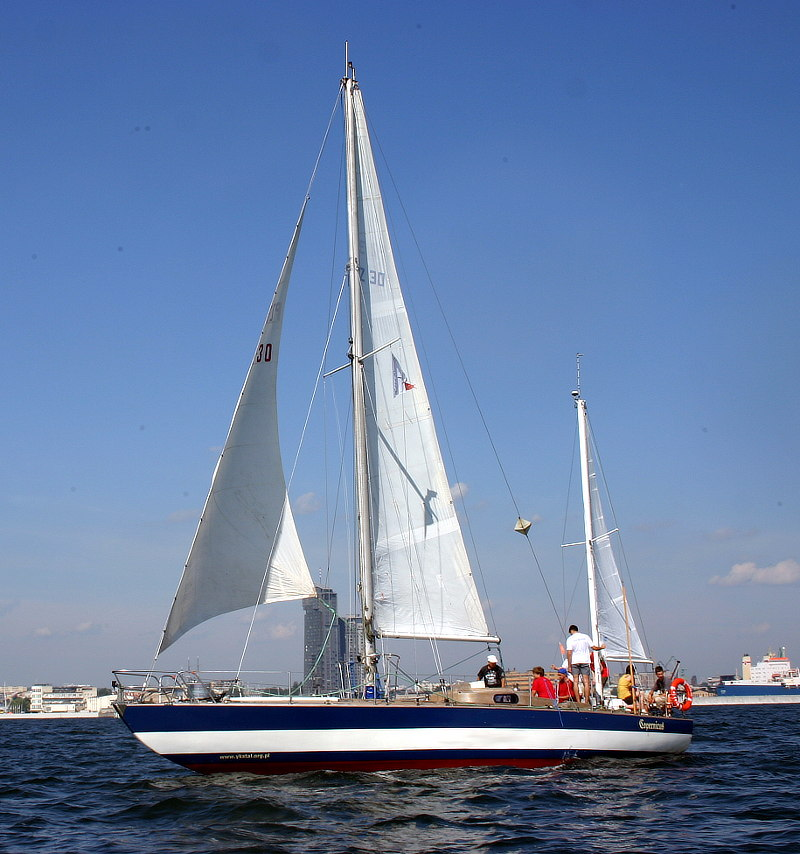
Morski jacht turystyczny Copernicus

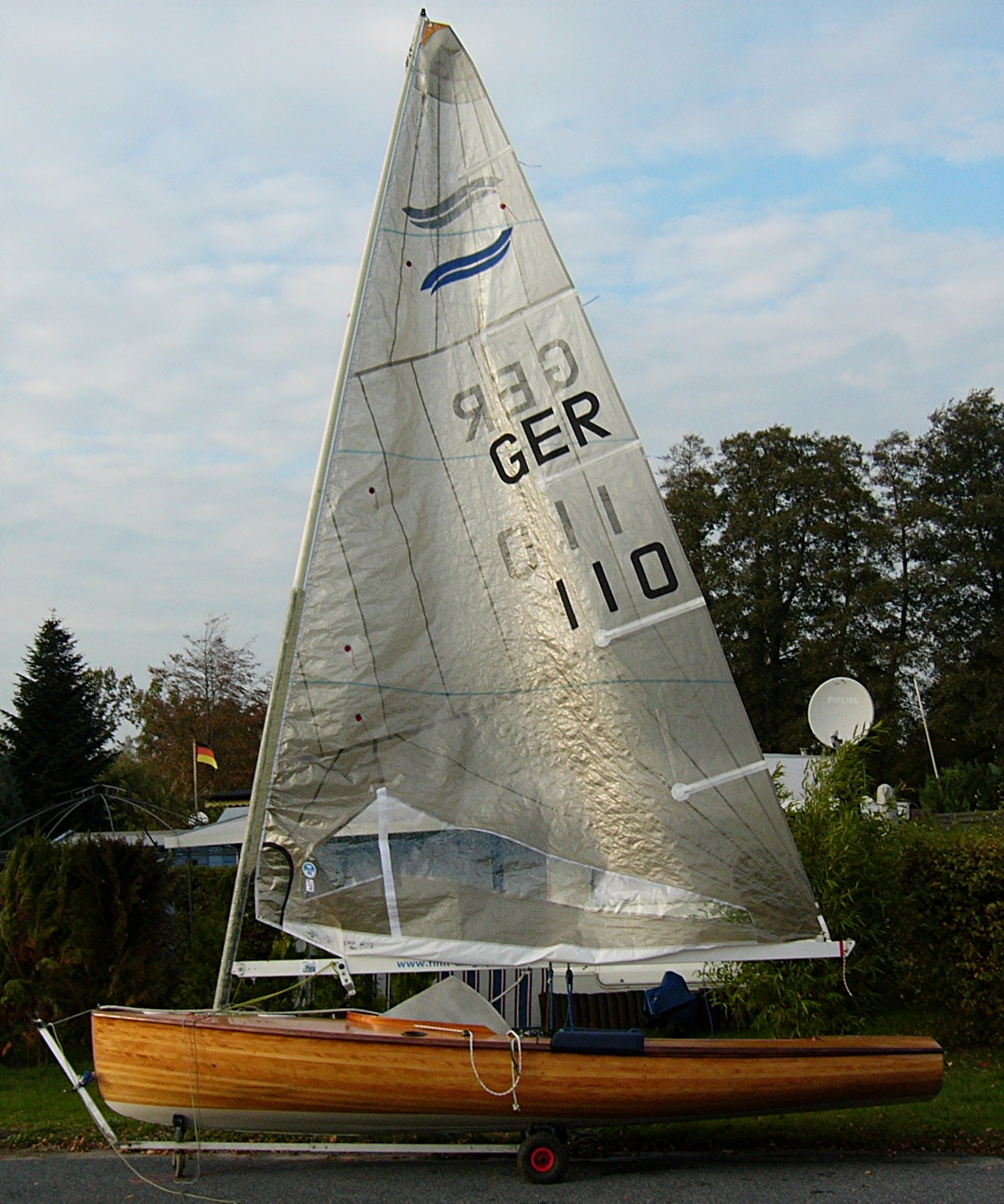
Monotypowa klasa sportowa Finn

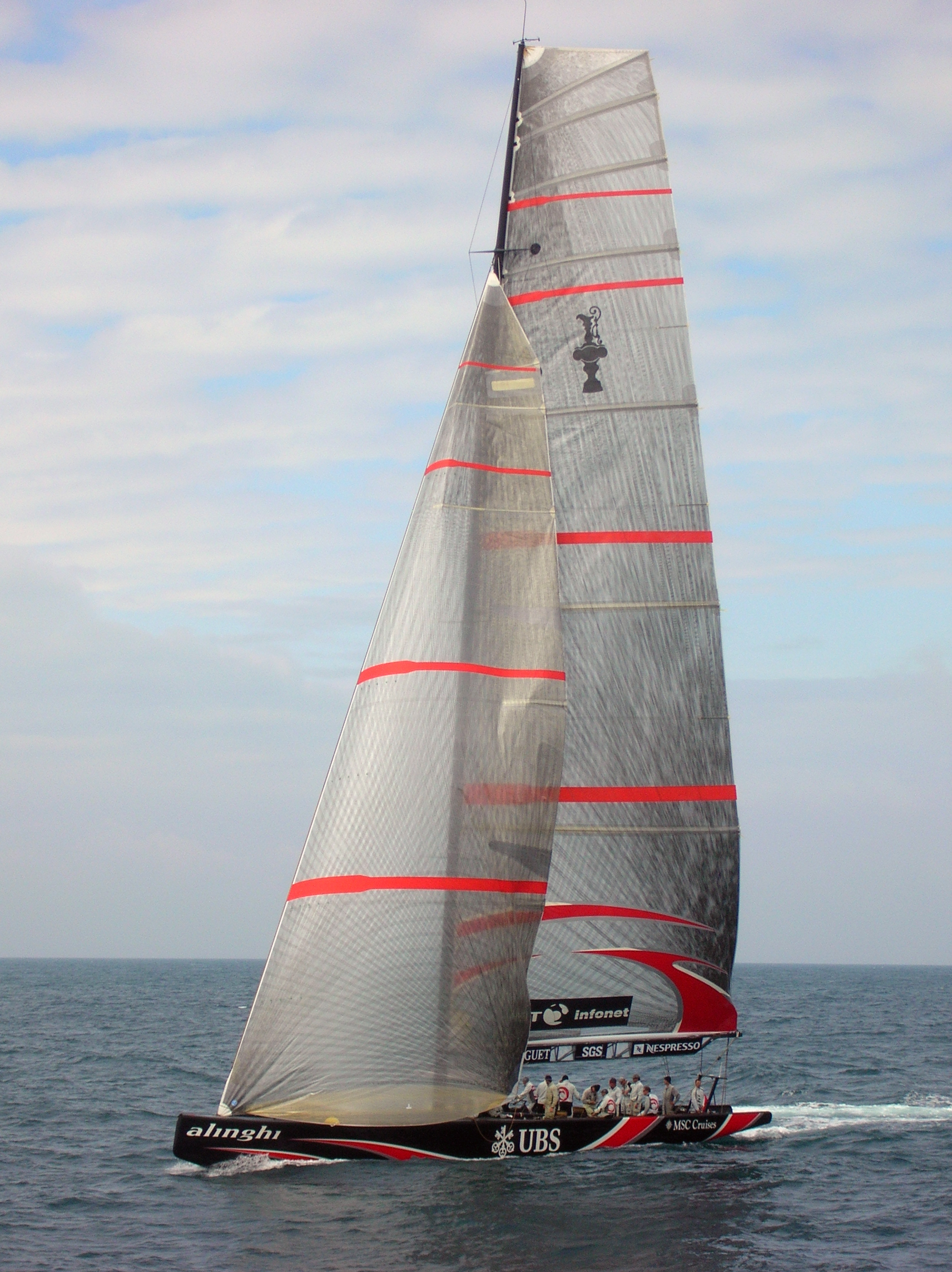
Morski jacht regatowy

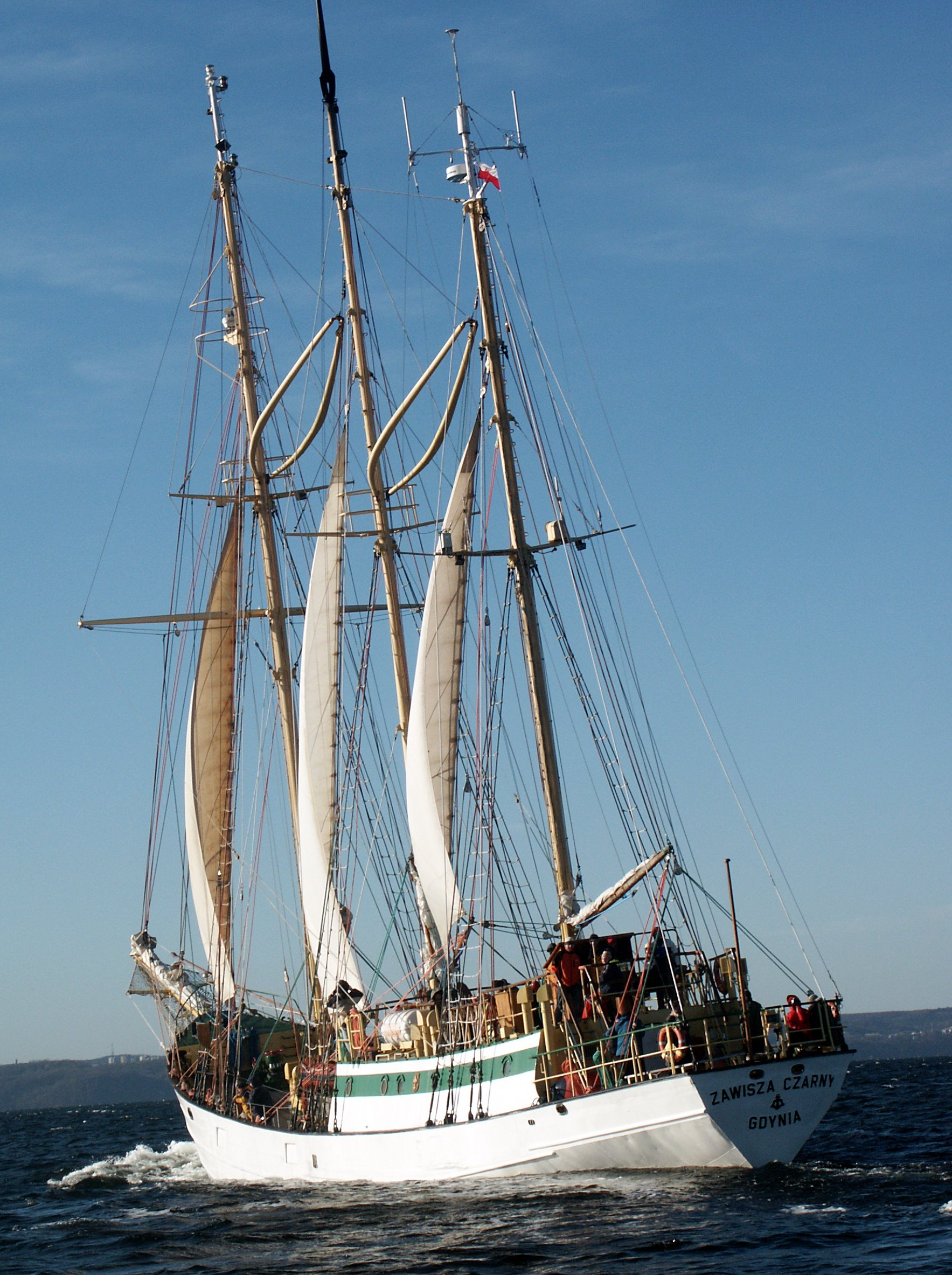
Polski szkuner sztakslowy Zawisza Czarny II

Jacht żaglowy (ang. sailing yacht) często skrótowo oznaczany s/y lub s. y. (od angielskiego nazewnictwa) – jednostka pływająca wykorzystywana do celów sportowo-turystycznych, której głównym lub jedynym napędem są żagle. Podział na żaglówki, jachty czy żaglowce nie jest ostry i jedynie zwyczajowy.

## Podział

### Kategoria projektowa
Jachty wprowadzane przez producentów do obrotu handlowego na terenie UE spełniać muszą techniczne wymagania dla rekreacyjnych jednostek pływających, w wyniku czego są kwalifikowane do jednej z poniższych kategorii projektowych. Kwalifikacja ta nie dotyczy jachtów budowanych indywidualnie, replik historycznych, jachtów regatowych itd. Stanowi jednak pewną metodę ich podziału z uwagi na obszar i warunki pływania.
1. Kategoria A – OCEANICZNA – jednostki zaprojektowane do dalekich rejsów, w warunkach wiatru silniejszego niż 8°B (stopni w skali Beauforta) i przy fali o wysokości znaczącej przekraczającej 4 m; jednostki te są w znacznym stopniu samowystarczalne; Minimalna wartość współczynnika STIX, tj. indeksu stabilności będącego miarą dzielności morskiej jednostki, wynosi 32.
2. Kategoria B – PEŁNOMORSKA – jednostki zaprojektowane do rejsów pełnomorskich, w warunkach wiatru o sile do 8°B włącznie i przy fali o wysokości znaczącej do 4 m włącznie; Minimalna wartość współczynnika STIX – 23;
3. Kategoria C – PRZYBRZEŻNA – jednostki zaprojektowane do rejsów po wodach przybrzeżnych, dużych zatokach, zalewach, jeziorach i rzekach, w warunkach wiatru o sile do 6°B włącznie i przy fali o wysokości znaczącej do 2 m włącznie; Minimalna wartość współczynnika STIX – 14;
4. Kategoria D – NA WODY OSŁONIĘTE – jednostki zaprojektowane do rejsów na małych jeziorach, rzekach i kanałach, w warunkach wiatru o sile do 4°B włącznie i przy fali o wysokości znaczącej do 0,5 m włącznie; Minimalna wartość współczynnika STIX – 5.

### Akwen żeglugi
Ze względu na rodzaj akwenu wykorzystywanego do żeglugi można wymienić trzy podstawowe grupy jachtów żaglowych:
- jachty śródlądowe
- jachty morskie
  - zatokowe
  - przybrzeżne
  - pełnomorskie
- jachty oceaniczne.

### Rejestracja
Zgodnie z polskimi przepisami obowiązkowej rejestracji podlegają wszystkie jednostki morskie. Odpowiedni rejestr jachtów morskich prowadzi Polski Związek Żeglarski. Ponadto PZŻ prowadzi rejestrację jednostek klasowych. Jachty śródlądowe, których iloczyn długości oraz szerokości przekracza 20m2 muszą być rejestrowane w odpowiednich inspektoratach żeglugi śródlądowej. Mając na uwadze powyższe można wyróżnić trzy grupy jachtów według kryterium rejestracji sportowej PZŻ:
- jachty śródlądowe – jednostki żaglowe wykorzystywane do żeglugi po wodach śródlądowych i niebędące klasowe.
- jachty morskie – jednostki żaglowe wykorzystywane do żeglugi po wodach morskich
- jachty klasowe – jednostki żaglowe przeznaczone do żeglugi regatowej i przynależące do klasy międzynarodowej lub narodowej zaakceptowanej przez PZŻ
  - klasa wolna – przepisy tej klasy narzucają konstruktorom warunki na kilka parametrów np. powierzchnie ożaglowania. Występuje znaczna różnorodność jachtów należących do klasy.
  - klasa ograniczona – przepisy znacznie bardziej ograniczające inwencję konstruktorów niż w klasie wolnej. Jachty należące do klasy ograniczonej podlegają formułom pomiarowym (np. formuła R[4]), których celem jest wyrównanie szans wszystkich startujących jednostek.
  - klasa monotypowa – wszystkie jednostki klasy są identyczne. Ze względu na techniczne trudności w wykonaniu identycznych jednostek wprowadza się tolerancję znaczących parametrów, co dopuszcza pewną niewielką różnice między jachtami.

### Sposób użytkowania
Można wyróżnić cztery grupy jachtów według kryterium ich wykorzystania:
- jachty regatowe – jednostki żaglowe przeznaczone do udziału w regatach zarówno na trasach śródlądowych, jak i morskich, oceanicznych. Ich charakterystyczną cechą jest duża powierzchnia ożaglowania w stosunku do wyporności, lekka konstrukcja kadłuba oraz wyposażenie w specjalistyczne urządzenia służące np. do balastowania przez załogę (trapez), czy bardzo precyzyjnej obsługi takielunku. Konstrukcja jachtów regatowych i ich wyposażenie zapewnić ma jak największą prędkość podczas żeglugi.
- jachty turystyczno-regatowe – jednostki żaglowe przeznaczone zarówno do udziału w regatach, jak i żeglugi rekreacyjnej. To jachty spełniające warunki formuł pomiarowych, równocześnie wyposażone tak, aby zapewnić komfort załodze podczas żeglugi turystycznej.
- jachty turystyczne – jednostki żaglowe przeznaczone do żeglugi rekreacyjnej. Na etapie projektowania konstrukcji kadłuba oraz wyposażenia walory regatowe nie są brane pod uwagę. Do tej grupy zalicza się również jednostki zdeklasowane.
- jachty szkoleniowe – jednostki żaglowe przeznaczone do prowadzenia na nich szkoleń na stopnie żeglarskie. To jachty konstruowane w taki sposób, aby były tanie do wyprodukowania i eksploatacji oraz proste w obsłudze, przy zapewnieniu jak najwyższego bezpieczeństwa załogi. Wyposażenie pod kątem komfortu żeglugi ma drugorzędne znaczenie.

### Konstrukcja kadłuba
Jachty żaglowe znacznie różnią się między sobą kształtem kadłuba, długością, wysokością burty, czy kształtem dziobu i rufy. Ze względu na konstrukcję jednostek żaglowych możemy wyróżnić cztery podstawowe grupy:
- jachty mieczowe – jednostki wyposażone w miecz, charakteryzujące się znaczną szerokością kadłuba zapewniającą stateczność poprzeczną
- jachty balastowe – inaczej zwane kilowymi, jednostki, których stateczność poprzeczną zapewnia balast
- jachty balastowo-mieczowe – inaczej zwane kilowo-mieczowymi, stanowiące połączenie dwóch powyższych rozwiązań
- jachty wielokadłubowe – katamarany i trimarany, charakteryzujące się dużą statecznością zapewnioną pływakami połączonymi sztywnym elementem konstrukcyjnym stanowiącym pokład

### Materiał konstrukcyjny
Kadłuby jachtów żaglowych konstruowane są z różnego rodzaju materiałów. Możemy wyróżnić trzy podstawowe grupy:
- jachty drewniane – jachty żaglowe, których kadłub wykonany jest z drewna np. dębu, jesionu, świerku, jodły, mahoniu, teczyny i innych.
  - jachty sklejkowe – materiałem konstrukcyjnym kadłuba jest sklejka wodoodporna
  - jachty fornirowe – materiałem konstrukcyjnym kadłuba jest łuszczyna szlachetnych rodzajów drewna
- jachty metalowe – jachty żaglowe, których kadłub wykonany jest z metalu np. stali, aluminium. Ten typ materiału stosuje się głównie w jachtach morskich
- jachty laminatowe – inaczej kompozytowe, jachty żaglowe, których kadłub wykonany jest z włókna szklanego, węglowego lub borowego nasączonego żywicą szybkoutwardzalną np. żywica epoksydowa, poliestrowa.
- jachty siatkobetonowe.

### Osprzęt żaglowy
Wraz z rozwojem żeglarstwa ewolucji ulegały między innymi osprzęt oraz ożaglowanie noszone przez statki. Współcześnie można dokonać podziału na jedenaście grup według kryterium osprzętu żaglowego:
- ket
- slup
- kuter
- jol
- kecz
- szkuner
- bryg
- brygantyna
- bark
- barkentyna
- fregata.